# Piaroa bijagua
Espèce
Piaroa bijagua est une espèce de schizomides de la famille des Hubbardiidae.

## Distribution
Cette espèce est endémique du Costa Rica. Elle se rencontre vers Bijagua.

## Description
Le mâle holotype mesure 2,75 mm et la femelle paratype 3,50 mm.

## Étymologie
Son nom d'espèce lui a été donné en référence au lieu de sa découverte, Bijagua.

## Publication originale
- Armas & Víquez, 2009 : Primer registro del género Piaroa Villarreal, Giupponi et Tourinho, 2008 (Schizomida: Hubbardiidae) en Centroamérica, con la descripción de una especie nueva de Costa Rica. Boletín de la Sociedad Entomológica Aragonesa, vol. 44, p. 131–133 (texte intégral).